# カルロス・レイガダス
カルロス・レイガダス・カスティージョ （スペイン語: Carlos Reygadas Castillo, 1971年10月10日 - ）は、メキシコの映画監督、脚本家、映画プロデューサー。ヌエーヴォ・シネ・メヒカーノの映画作家の一人である。

## 来歴
1971年10月10日、メキシコの首都メキシコシティで生まれる。1987年、16歳の時にアンドレイ・タルコフスキーの作品に影響を受ける。その後、アメリカのマウント・セント・メアリー大学に進学した後、メキシコで法学を、ロンドンで武力紛争を学び、国連の機関で働いた。
1999年、2本の短編『Prisioneros （囚人たち）』と『マクスユマン』を製作。同年には最初の長編『ハポン』の脚本を執筆し始め、2001年に撮影を終えた。翌2002年に完成した同作は第55回カンヌ国際映画祭でカメラ・ドール特別表彰を受賞。その他にもブラチスラヴァ国際映画祭グランプリ、テッサロニキ国際映画祭監督賞など多数の賞を獲得した。2004年、友人のハイメ・ロマンディアとともにアマト・エスカランテの長編デビュー作『サングレ』のプロデューサーを務める。以後、プロデューサーとしての活動も行うようになる。2005年、エスカランテが助監督を務めた『天国のバトル』が第58回カンヌ国際映画祭のコンペティション部門に出品されるが、写実的な性描写により酷評された。2007年に発表した『静かな光』は第60回カンヌ国際映画祭で審査員賞を受賞し、マーティン・スコセッシに高く評価された。2012年、『闇のあとの光』が第65回カンヌ国際映画祭で監督賞を受賞した。

## 作品

### 監督
- Prisioneros （1999年） 短編
- マクスユマン Maxhumain （1999年） 短編
- ハポン Japón （2002年）
- フィルミング「天国のバトル」 Filmando: Batalla en el cielo （2004年） ドキュメンタリー
- 天国のバトル Batalla en el cielo （2005年）
- 静かな光 Stellet licht （2007年）
- 俺の王国 Este es mi reino （2010年） オムニバス『レボリューション』の一篇
- 闇のあとの光 Post Tenebras Lux （2012年）
- われらの時代 Nuestro Tiempo （2018年）

### 製作
- サングレ Sangre （2004年） アマト・エスカランテ監督
- ラ・インフルエンシア La influencia （2007年） ペドロ・アギレラ監督
- よそ者 Los bastardos （2008年） アマト・エスカランテ監督
- 樹木 El árbol （2009年） カルロス・セラーノ・アスコーナ監督
- エリ Heli （2013年） アマト・エスカランテ監督
- El mudo （2013年） ダニエル・ベガ・ヴィダル、ディエゴ・ベガ・ヴィダル監督